# Jeow bong
Le jeow bong ou jaew bong (lao : ແຈ່ວບອງ, thaï : แจ่วบอง ; système général royal de transcription du thaï : chaeo bong) également appelé sauce chili de Luang Prabang est une pâte chili laotienne sucrée et salée originaire de Luang Prabang, au Laos. Le jeow bong est fabriqué à partir de piments séchés au soleil, de galanga, d'ail, de sauce de poisson (padaek) et d'autres ingrédients : couenne hachée et cuite ou peau de bœuf, paprika.
On le consomme généralement en y trempant du riz gluant laotien ou un légume cru ou partiellement bouilli (en). C'est également un condiment pour un snack laotien à base d'algues appelé kaipen. Le jeow bong se conserve longtemps, ne se gâte pas facilement et peut être soit plus épicé, soit plus sucré, selon la personne qui le prépare. De manière caractéristique, il est à la fois sucré et épicé.

## Galerie

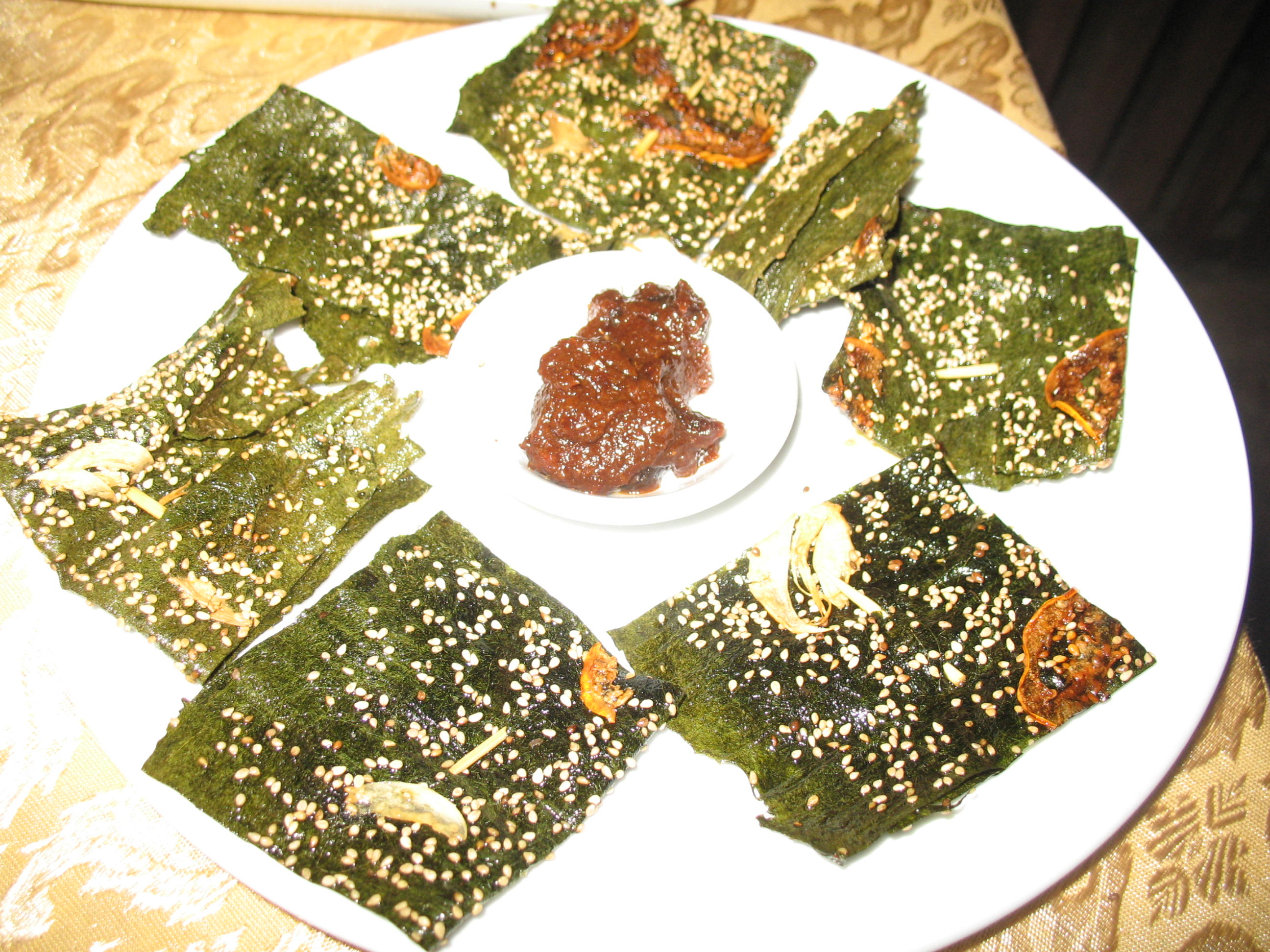
Kaipen avec du jeow bong.
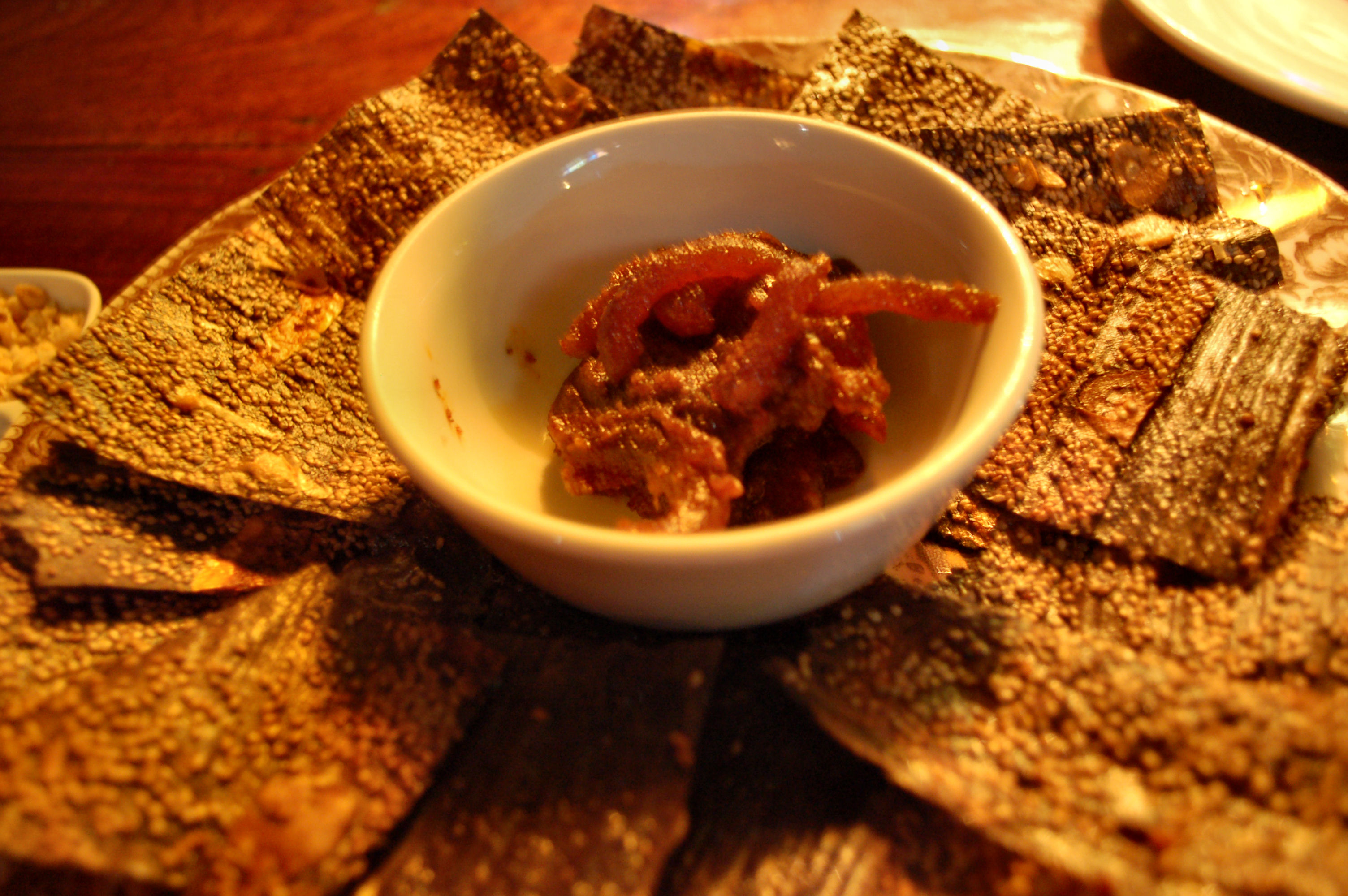
Kaipen servi à Vientiane.
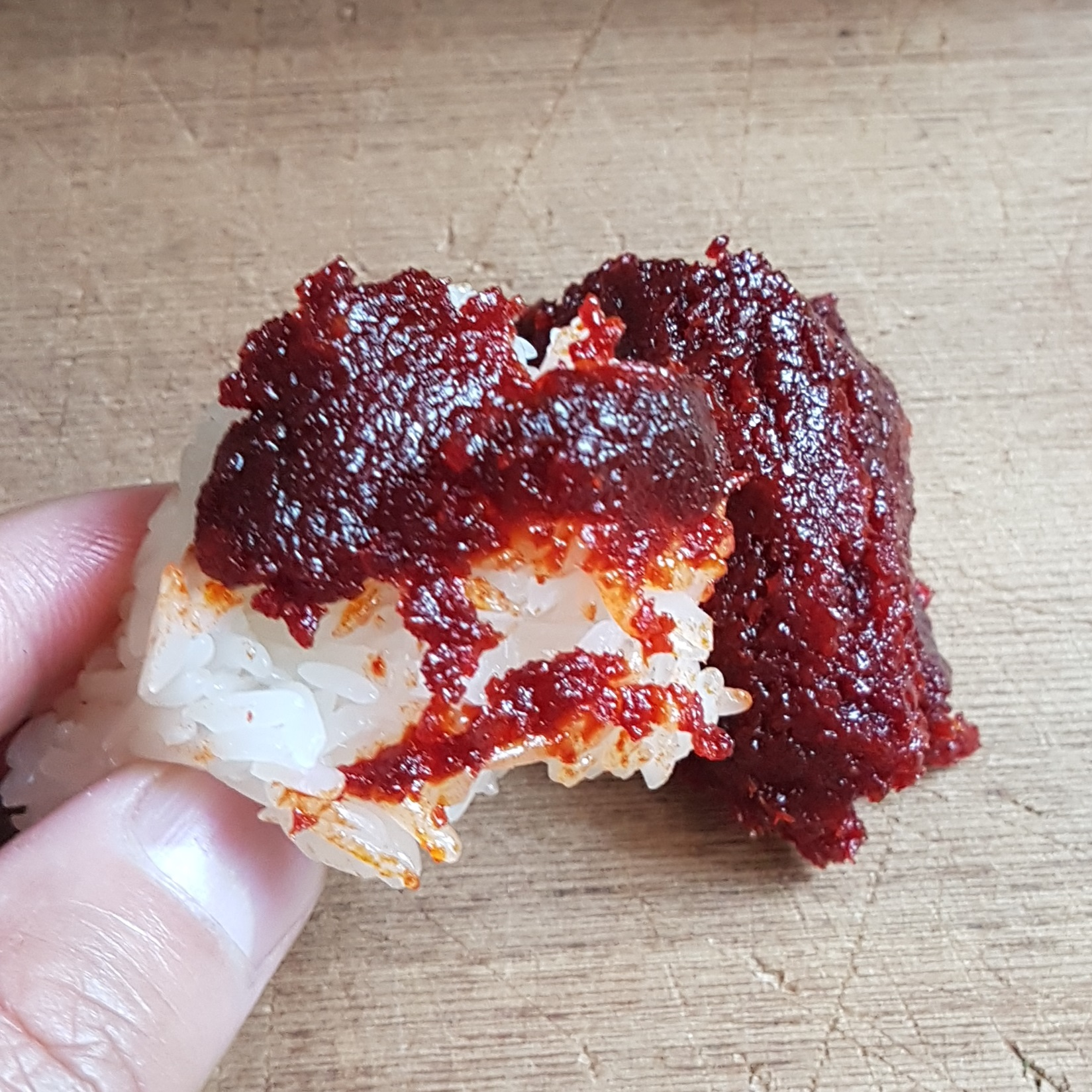
Avec du riz gluant mangé à la main.